# Hans-Jürgen Ziemann
Hans-Jürgen Ziemann (* 1937) war von 1990 bis 2002 Präsident des Finanzgerichts Bremen. Seit seiner Pensionierung ist er als Rechtsanwalt in Dötlingen tätig.

## Biografie
Ziemann war zunächst als Richter am Amtsgericht, Staatsanwalt und dann im Landesamt für Verfassungsschutz der Freien Hansestadt Bremen tätig. Hieran folgte eine Beschäftigung beim Senator für Justiz. Er wurde 1988 zum Richter am Finanzgericht Bremen ernannt und 1990 dessen Präsident. 2002 trat er in den Ruhestand, sein Nachfolger wurde Lutz Hoffmann. Neben seiner richterlichen Tätigkeit unterrichtete er auch an der Hochschule für Öffentliche Verwaltung Bremen und wurde dort zum Professor ernannt.
Ziemann erlangte 2006 öffentliche Aufmerksamkeit als Sonderermittler in der Affäre um den früheren Geschäftsführer des Klinikums Bremen-Ost, Andreas Lindner. Er war als solcher von der Gesundheitssenatorin Karin Röpke eingesetzt worden und hatte nach zweimonatiger Recherche im September 2006 der Senatorin den Bericht vorgelegt. Laut seiner Einschätzung könnte dem Land Bremen durch die unseriöse Geschäftsführung Lindners ein Schaden von bis zu 15 Millionen Euro entstanden sein. Am 19. Dezember 2006 legte er vor dem Untersuchungsausschuss zur Aufklärung von Schädigungen der kommunalen Krankenhäuser durch Entscheidungen von Geschäftsführern und durch mangelnde Steuerung und Kontrollversagen der Bremer Bürgerschaft seine hierbei ermittelten Kenntnisse dar.